# Alexander van Heteren
Alexander van Heteren, né le 25 avril 1954 à Heerlen, est un acteur néerlandais,,,. Il est principalement connu pour avoir joué le rôle Guus Tuinman (nl) dans le feuilleton Goede tijden, slechte tijden.

## Filmographie
Sauf indication contraire, les informations mentionnées dans cette section peuvent être confirmées par la base de données cinématographiques IMDb,  présente dans la section « Liens externes ».

### Cinéma et téléfilms
- 1980 : Antigone (téléfilm) : la sentinelle du palais
- 1981 : Lucifer (téléfilm) : Michaël
- 1983 : Le Séjour (Der Aufenthalt) : Jan Beveren
- 1984 : Adam in Ballingschap (téléfilm) : Adam
- 1985 : De ijssalon : Manteufel
- 1987 : De ratelrat (nl) : le détective karatéka
- 1988 : Dorst : Peter
- 1990 : Faeton (téléfilm) : Faeton
- 1990 : Medisch Centrum West (nl) : Richard Zuidenhout
- 1993 : Flodder (nl) : le chef de l'équipe d'arrestation
- 1993-1994 : Coverstory (nl) : le producteur de télévision
- 1997 : Unit 13 : Swart
- 2003 : Oppassen!!! (nl) : Jeroen de Hert
- 2004 : Requiem für eine Freundin (téléfilm) : l'officier SS
- 2004 : Missie Warmoesstraat (nl) : Cas Wulffers
- 2005 : Goede tijden, slechte tijden : Guus Tuinman
- 2007 : The Making Of (nl) : le père
- 2009-2013 : Slot Marsepeinstein (nl) : le directeur d'école